# شهرستان دنیلز (مونتانا)
شهرستان دنیلز، مونتانا (به انگلیسی: Daniels County, Montana) یک سکونتگاه مسکونی در ایالات متحده آمریکا است که در ایالت مونتانا واقع شده‌است.

## خصوصیات
شهرستان دنیلز ۳٬۶۹۵٫۹۳ کیلومترمربع مساحت دارد.